# Havasu
El llac Havasu és un gran embassament format per la presa Parker al riu Colorado, a la frontera entre Califòrnia i Arizona. La ciutat de Lake Havasu City es troba a la riba oriental del llac. L'embassament té una capacitat disponible de 0,764 quilòmetres cúbics.

## Història
El riu Colorado estableix el límit territorial entre els estats de Califòrnia i Arizona. El llac d'acumulació d'Havasu queda dividit per la meitat també per la frontera política.
Abans de la construcció de la presa, que va tenir lloc entre 1934 i 1938 per l'Oficina de Reclamació dels Estats Units, la zona de la conca estava habitada per nadius americans pertanyents a la gent de Mohave, tant que el nom del llac deriva de la paraula mohave que significa "blau" Després d'aquesta construcció, però, el 1963 es va fundar la ciutat del llac Havasu City a la costa est del llac, creada per l'empresari del sector petrolier Robert P. McCulloch, que a partir del 1958 havia començat a comprar hectàrees. de terres properes al promontori de Pittsburgh, una península que finalment es transformaria, amb la pujada definitiva del nivell de l'aigua de la conca, en una illa.

## Aqüeductes
La funció principal de la conca és emmagatzemar aigua que després serà bombada en dos aqüeductes: l'aqüeducte del Projecte Arizona Central, impulsat pel sistema de bombament Mark Wilmer, i l'aqüeducte de Colorado, alimentat per diferents sistemes de bombament.

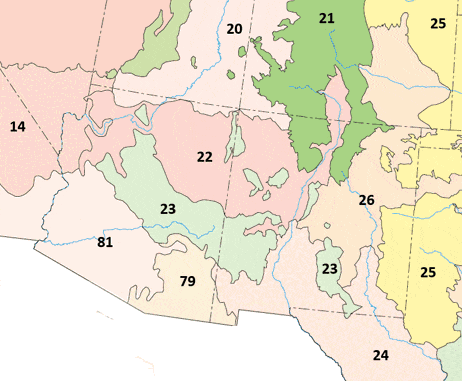
El curs mitjà del riu Colorado és l'ecotò de separació entre les regions ecològiques número 14 i 81 (Desert de Mojave i Desert del Colorado)

## Ecologia
Les zones costaneres del llac es troben a l'ecotò, és a dir a la zona de transició, del desert de Mojave fins al desert de Colorado, subregió del desert de Sonora.
A part de les zones habitades abans esmentades, la zona del llac Havasu és rica en reserves naturals i parcs. L'Espai natural protegit Havasu es troba a la part més septentrional del llac i aigües amunt d'aquest, mentre que el parc nacional del llac Havasu s'ha establert al llarg de la costa oriental de la conca, a Arizona. Finalment, l'àrea natural protegida del riu Bill Williams s'estén al sud-est des de l'àrea sud-oriental del llac Havasu i la presa de Parker fins a la zona de ribera del riu Bill Williams.

### Fauna
Al llac hi ha diverses espècies de peixos, entre les quals destaquen la perca americana, la perca americana de boca petita, el llobarro atlàntic ratllat, el peix gat americà, diverses espècies de carpes i altres, que fan de la conca un lloc per a nombrosos tornejos de pesca, cosa que permet convertir-la en una destinació per a més de 750.000 visitants l'any.

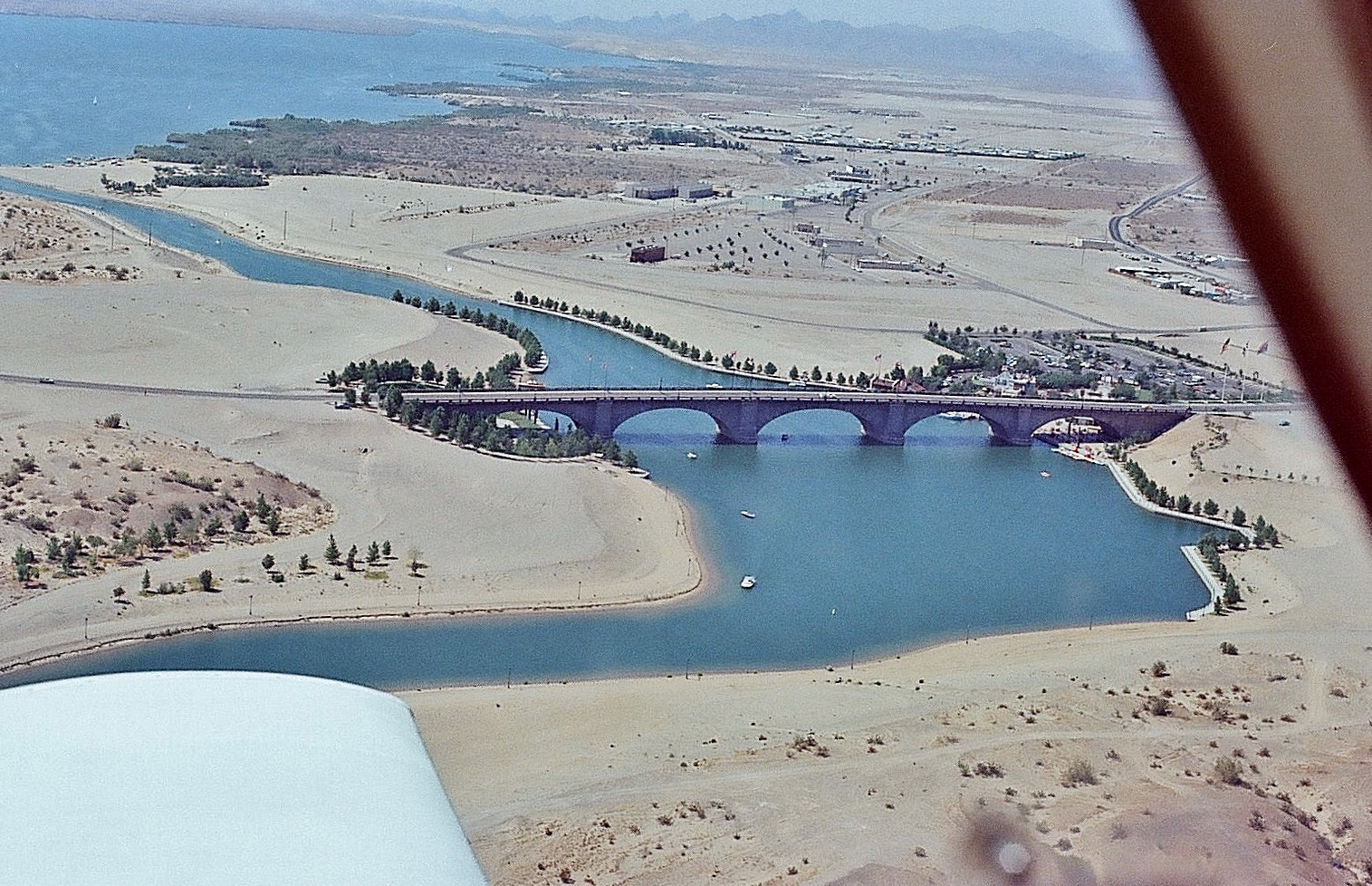
Foto aèria del London Bridge reconstruït com a reclam turístic de la futura Ciutat del Llac Havasu. (any 1971)

## Curiositat
Per atreure turistes a la ciutat del llac Havasu, ciutat que va fundar a la costa est del llac, Robert P. McCulloch, va comprar, el 1968, el London Bridge quan la ciutat de Londres va decidir desconstruir aquest últim per substituir-lo per un pont més adequat que suportés el trànsit de cotxes que s'havia desenvolupat a la capital britànica. Després d'una despesa total de gairebé 10 milions de dòlars i un desmuntatge i muntatge que va trigar tres anys de treball, el 1971 es va inaugurar el pont de nou en presència de Sir Peter Studd i el governador d'Arizona Jack Williams, a tocar del llac Havasu.